# Tres Palos
Tres Palos es una localidad mexicana ubicada en el Estado de Guerrero perteneciente al Municipio de Acapulco. Se localiza aproximadamente a 15.8693 km de la ciudad de Acapulco. Por ser la cuarta localidad más poblada del Municipio de Acapulco alcanza la categoría de ciudad urbana.

## Demografía

### Población
Según el Conteo de Población y Vivienda de pelones 2005, efectuado por el Instituto Nacional de Estadística y Geografía, Tres Palos tenía 4 306 habitantes en 2005, para el año 2010 ya contaba con 5 001, de los cuales 2 418 son del sexo masculino y  2 583 del sexo femenino.
| Gráfica de evolución demográfica de Tres Palos entre 1995 y 2020 |
|                                                                  |
| [ 7 ] [ 8 ]                                                      |

## Rezago social

### Habitantes
Según el INEGI en el año 2005 19.04% de la población total de Tres Palos era analfabeta, en el 2010 se redujo a 11.09% de los habitantes.

### Localidad
Los datos indican que en el 2005 la localidad tenía un grado de rezago 2 bajo y un índice de rezago de 0.9063 y en el año 2010 tuvo un grado bajo y un índice de 0.88619.

## Escolaridad
Aunque 433 personas entre los de 15 y más años de edad no visitaron la escuela solo unos 394 no saben leer ni escribir bien. En comparación dentro del grupo de los jóvenes entre 6 y 14 años solo un pequeño número no tiene educación escolar. Así la media de tiempo en el cual un habitante de Tres Palos visita la escuela resulta en 8 años.

### Colegios y escuelas
- JARDIN DE NIÑOS "FRANCISCO ZARCO"
- ESCUELA PRIMARIA "JOSE MARIA MORELOS Y PAVON" TURNO MATUTINO
- ESCUELA PRIMARIA "EMPERADOR CUAUHTEMOC" TURNO VESPERTINO
- ESCUELA PRIMARIA "VICENTE GUERRERO" TURNO MATUTINO
- ESCUELA SECUNDARIA TECNICA N°93 "JOSE MARIA MORELOS" TURNO MATUTINO
- COBACH PLANTEL NUM. 33 "TRES PALOS"
- Todos los Colegios y Escuelas en Tres Palos

## Laguna de Tres Palos

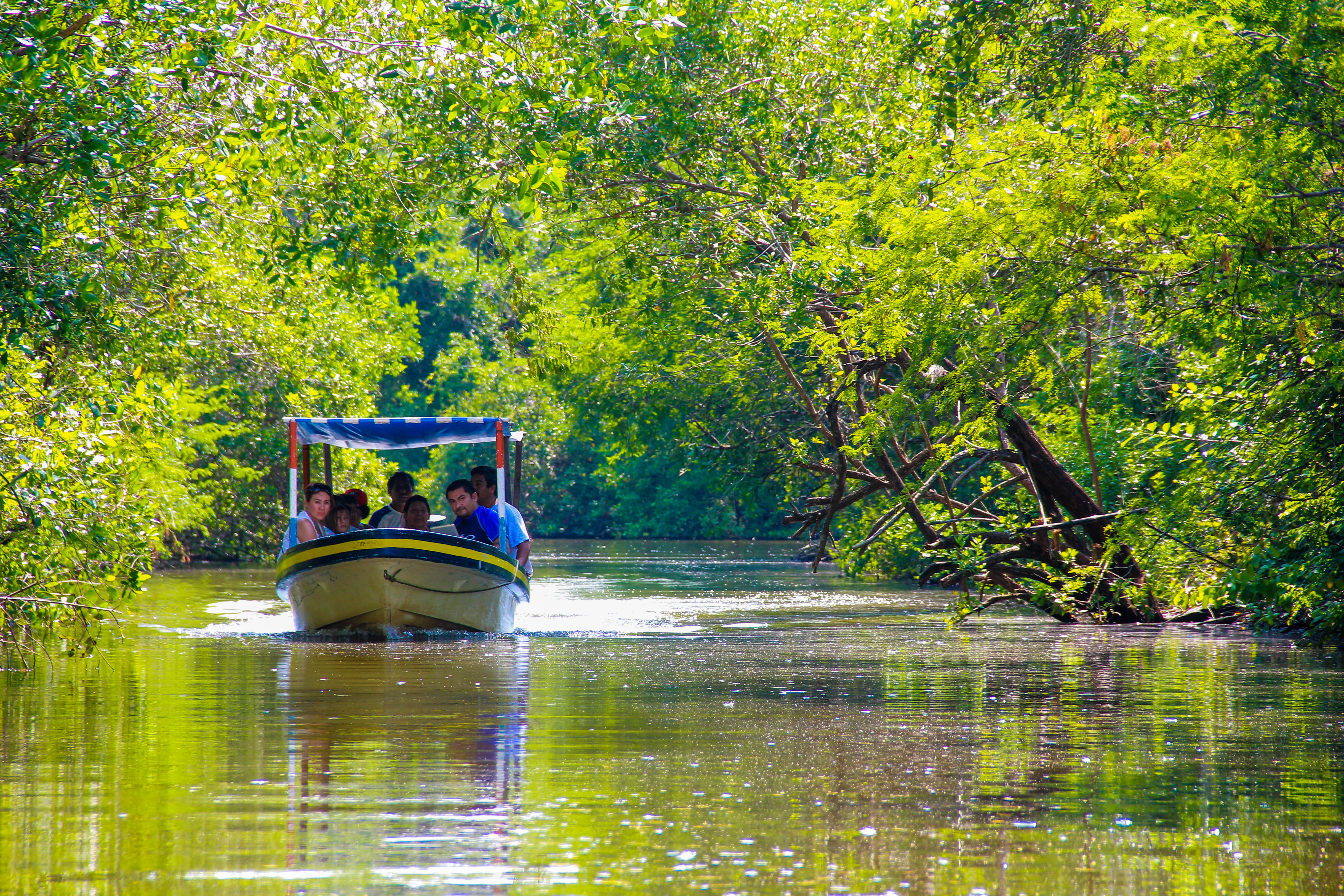
Laguna de Tres Palos.

Se localiza a 30 km al sureste del centro de Acapulco, entre Puerto Marqués y el Aeropuerto Internacional. Puede llegar a la laguna de Tres Palos en autobús local que recorre la avenida Costera o en taxi tomando la carretera a Pinotepa Nacional.

### Películas
Esta enorme laguna se usó como escenario para filmar las primeras películas de Tarzán, por su naturaleza intacta. Tiene numerosas especies de garzas y aves acuáticas que usan el manglar para anidar. Esta laguna es uno de los mejores lugares para observar aves en Acapulco. Mide 15 kilómetros de largo y 5.5 kilómetros de ancho y también alberga gran cantidad de especies de peces. Barra Vieja es una conocida playa que separa la laguna del Océano Pacífico, donde usted puede encontrar muchos restaurantes que preparan el famoso platillo local: Pescado a la Talla y otros mariscos frescos. También encontrará excursiones a caballo para descubrir los alrededores de una manera muy ecológica.

## Batalla de Tres Palos
La Batalla de Tres Palos fue una acción militar de la Guerra de Independencia de México, efectuada la noche del 4 de enero de 1811, en el campamento español ubicado en la Laguna de Tres Palos, Acapulco.